# Томојасу Асаока
Томојасу Асаока (јап. 浅岡 朝泰; Токио, 6. април 1962 – 6. октобар 2021) бивши је јапански фудбалер.

## Каријера
Током каријере је играо за Ниппон Кокан и Јомиури.

## Репрезентација
За репрезентацију Јапана дебитовао је 1987. године. За тај тим је одиграо 8 утакмица.

## Статистика
| Јапан  | Јапан   | Јапан  |
| Година | Наступи | Голови |
| ------ | ------- | ------ |
| 1987.  | 1       | 0      |
| 1988.  | 5       | 0      |
| 1989.  | 2       | 0      |
| Укупно | 8       | 0      |